# Troglohyphantes roberti
Troglohyphantes roberti is een spinnensoort in de taxonomische indeling van de hangmatspinnen (Linyphiidae).
Het dier behoort tot het geslacht Troglohyphantes. De wetenschappelijke naam van de soort werd voor het eerst geldig gepubliceerd in 1978 door Christa L. Deeleman-Reinhold. Het is een grottensoort die voorkomt in Kroatië. De ondersoort Troglohyphantes roberti dalmatensis werd aangetroffen in Dalmatië. Christa Deeleman-Reinhold noemde de soort naar haar echtgenoot Robert Deeleman.